# Sempervivum artvinense
Sempervivum artvinense är en fetbladsväxtart som beskrevs av Muirh.. Sempervivum artvinense ingår i släktet taklökar, och familjen fetbladsväxter. Inga underarter finns listade i Catalogue of Life.